# Archidendron lovelliae
Archidendron lovelliae är en ärtväxtart som först beskrevs av Jacob Whitman Bailey, och fick sitt nu gällande namn av Ivan Christian Nielsen. Archidendron lovelliae ingår i släktet Archidendron och familjen ärtväxter. Inga underarter finns listade i Catalogue of Life.